# Boully
Boully è uno dei sette comuni del dipartimento di Ould Yengé, situato nella regione di Guidimagha in Mauritania. Contava 14 906 abitanti nel censimento della popolazione del 2013.